# Gasfinolhu (Nord-Malé-Atoll)
Gasfinolhu ist eine Insel, die zum Nord-Malé-Atoll, im Verwaltungsatoll Kaafu (Malediven) gehört. Gasfinolhu liegt 2,3 km südwestlich der Insel Thulusdhoo mit dem gleichnamigen Hauptort des Verwaltungsatolls. Nächstgelegene Insel ist jedoch die 970 Meter weiter südwestlich gelegene Touristeninsel Lhohifushi. Alle drei Inseln liegen auf dem gleichen Abschnitt des Saumriffs des Nord-Malé-Atolls.
Die Insel ist 473 Meter lang von Südwest nach Nordost sowie maximal 62 Meter breit. Die Flächenausdehnung beträgt knapp zwei Hektar. Gasfinolhu ist eine Touristeninsel mit circa 40 einzelnen Bungalows und einer Gesamt-Bettenkapazität von 80. Charakteristisch ist der in die Lagune reichende, etwa 384 Meter lange Bootssteg, an dem die Speedboote vom Malé International Airport anlegen (der Transfer dauert etwa 40 Minuten, bei einer Entfernung von 23 Kilometern).
Der Gasfinolhu Island Resort wurde 1980 mit einer ursprünglichen Kapazität von 18 Betten angelegt.
Die ständige einheimische Bevölkerung beträgt 15 nach der Volkszählung 2006, davon 14 männlich.
Seit dem 1. Mai 2011 ist die Insel geschlossen. Laut der offiziellen Internetseite, soll die gesamte Anlage abgerissen und neu aufgebaut werden.